# 伊玛目侯赛因圣陵
伊玛目侯赛因圣陵（阿拉伯语：‎，同时也是清真寺）又称侯赛尼耶陵园（‎，意为侯赛因的陵园）是全世界最古老的清真寺之一，也是伊斯兰教什叶派第四大圣寺，仅次于麦加的禁寺、麦地那的先知寺和纳杰夫的伊玛目阿里清真寺。圣陵座落于今伊拉克的卡尔巴拉，伊斯兰教创始人穆罕默德的外孙、什叶派第三任伊玛目侯赛因·伊本·阿里即安葬于此，他于公历680年的卡尔巴拉惨案中遇难，遇难地点就离如今圣陵所在的位置不远。每年的阿舒拉节期间都有数以百万计的朝圣者前来拜谒圣陵，缅怀殉道的侯赛因。
倭马亚王朝和阿拔斯王朝的哈里发们禁止修建圣陵并阻止朝圣者谒陵。侯赛因的陵墓及其附属建筑在850年－851年期间被阿拔斯王朝哈里发穆塔瓦基勒下令捣毁，什叶派朝圣者也被禁止谒陵。但信奉什叶派的白益王朝君主阿杜德·道莱埃米尔掌权后，他于979年－980年下令重建了卡尔巴拉和纳杰夫的两大圣陵。

## 脚注
1. ↑  Shimoni & Levine, 1974, p. 160.
2. ↑  Aghaie, 2004, pp. 10-11.
3. ↑  Interactive Maps: Sunni & Shia: The Worlds of Islam （页面存档备份，存于）, PBS, accessed 9 June 2007.
4. ↑  al Musawi, 2006, p. 51.
5. ↑  Litvak, 1998, p. 16.